# Światowa Skautowa Unia Parlamentarna
Światowa Skautowa Unia Parlamentarna (ang. World Scout Parliamentary Union) - to międzynarodowe stowarzyszenie, skupiające czynnych członków izb ustawodawczych z prawie dziewięćdziesięciu państw świata, stawiając sobie za cel wspieranie działalności zarówno narodowych organizacji skautowych jak i światowego skautingu, przez parlamentarzystów uznających skauting za efektywna metodę wychowawczą. Skupia polityków (posłów, senatorów). Powstało podczas Zgromadzenia Założycielskiego w Seulu w 1991 roku.

## Struktura Organizacyjna
Światowa Skautowa Unia Parlamentarna jest siecią Krajowych Skautowych Stowarzyszeń Parlamentarnych (National Scout Parliamentary Associations). Te Krajowe Stowarzyszenia istnieją w blisko stu krajach na całym świecie, a ich członkowie są członkami parlamentów narodowych. Każde NSPA samodzielnie decyduje o swoim członkostwie i strukturze organizacyjnej. W niektórych krajach ta struktura jest sformalizowana, w innych raczej umowna, niektóre uwzględniają nawet członków parlamentów regionalnych. Jednak we wszystkich przypadkach podstawową zasadą równej reprezentacji politycznej w NSPA jest brak faworyzacji jakiejkolwiek partii politycznej.

## Zgromadzenie Ogólne WSPU
Jest to naczelny organ Światowej Skautowej Unii Parlamentarnej. Spotyka się co trzy lata, za każdym razem w innym miejscu na świecie. Delegaci na Zgromadzenie Ogólne mogą być wyłącznie posłami lub senatorami z Krajowych Skautowych Stowarzyszeń Parlamentarnych. Za granicą delegację NSPA tworzą zazwyczaj członkowie zarówno opozycji, jak i partii rządzącej.
Zgromadzenie Ogólne wybiera Komitet Wykonawczy i decyduje o miejscu, w którym odbędzie się następne Zgromadzenie. Do chwili obecnej miały miejsce następujące Zgromadzenia Ogólne:
- Zgromadzenie Założycielskie w Seulu w 1991 roku,
- Zgromadzenie Ogólne w Santiago w 1994 roku,
- Zgromadzenie Ogólne w Manili w 1997 roku,
- Zgromadzenie Ogólne w Warszawie w 2000 roku,
- Zgromadzenie Ogólne w Kairze w 2003 roku,
- Zgromadzenie Ogólne w Seulu w 2010 roku.

## Komitet Wykonawczy WSPU
Jest to ciało rządzące Światową Skautową Unią Parlamentarną. Spotyka się pomiędzy Zgromadzeniami Ogólnymi. Członkowie Komitetu Wykonawczego, w liczbie od 5 do 9 członków, są posłami lub senatorami wybranymi przez Zgromadzenie Ogólne. Członkiem Komitetu Wykonawczego jest z urzędu także reprezentant Światowej Organizacji Ruchu Skautowego. Z grona swoich członków Komitet Wykonawczy wybiera Przewodniczącego i dwóch Wiceprzewodniczących oraz nominuje Skarbnika i Sekretarza. Decyduje o najbardziej znaczących działaniach WSPU włącznie z programem, założeniami i przygotowaniami do następnego Zgromadzenia Ogólnego. Komitet Wykonawczy jest reprezentowany przez Przewodniczącego WSPU.
Składy Komitetów Wykonawczych WSPU

### Kadencja 2003-2006
- Abdourahmane Sow, Senegal – Prezydent
- Benbraham Noureddine, Algieria
- Vahan Hovhannesyan, Armenia
- Harry Quick, Australia
- Kebba E.A. Touray, Gambia
- Toshitsugu Saito, Japonia
- Hector Larios, Meksyk
- Cristina Husmark Pehrsson, Szwecja
- Doutem Teyeb Ezzeddine, Tunezja
- Ryszard Pacławski, Polska (Sekretarz WSPU)
- Kim Chong-Hoh, Korea (Założyciel i były Prezydent WSPU)

### Kadencja 2000-2003
- Tarek Abd Al Hamed El Gendy, Egipt (Prezydent)
- Margaret Zziwa Nantongo, Uganda (Wiceprezydent)
- Dante V. Liban, Filipiny (Wiceprezydent)
- Toshitsugu Saito, Japonia (Treasurer)
- Michel Meylan, Francja
- Vahan Hovhannysyan, Armenia
- Bob Russell, Wielka Brytania
- José Manuel Medllin Milan, Meksyk
- Naser J. Al.-Sane, Kuwejt
- Dr. Jacques Moreillon, Szwajcaria (WOSM)
- Ryszard Pacławski, Polska (Sekretarz WSPU)
- Kim Chong-Hoh, Korea (Założyciel i były Prezydent WSPU)

### Kadencja 1997-2000
- Aleksander Łuczak, Polska (Prezydent)
- Dante V. Liban, Filipiny (Wiceprezydent)
- Tarek Abd Al Hamed El Gendy, Egipt (Wiceprezydent)
- Michio Ochi, Japonia (Treasurer)
- José Manuel Medllin Milan, Meksyk
- Michel Meylan, Francja
- Rafika G. Musaeva, Tadżykistan
- Naser J. Al.-Sane, Kuwejt
- Margaret Zziwa Nantongo, Uganda
- Dr. Jacques Moreillon, Szwajcaria (WOSM)
- Ryszard Pacławski, Polska (Sekretarz WSPU)
- Kim Chong-Hoh, Korea (Założyciel i były Prezydent WSPU)

### Kadencja 1994-1997
- Kim Chong-Hoh, Korea (Prezydent)
- Bill Walker, Wielka Brytania (Wiceprezydent)
- Gabriel Valdes-Subercaseaux, Chile (Wiceprezydent)
- Ken Harada, Japonia (Treasurer)
- Romano Forleo, Włochy
- José Lina, Filipiny
- Africo Madrid, Honduras
- Mohamed Saadeldin Sherif, Egipt
- Julius Sunkuli, Kenia
- Dr. Jacques Moreillon, Szwajcaria (WOSM)
- Seung Byoung-Ku, Korea (Sekretarz WSPU)

## Sekretariat WSPU
Jest to organ administracyjny Światowej Skautowej Unii Parlamentarnej. Zapewnia zaplecze operacyjne dla WSPU, wprowadza w życie politykę PR, organizuje szkolenia i wydaje publikacje. Przygotowuje program na Zgromadzenie Ogólne zgodnie z wytycznymi Komitetu Wykonawczego. Sekretariatem kieruje Sekretarz WSPU. Od 1997 roku do listopada 2009 roku siedzibą Sekretariatu była Warszawa, a Sekretarzem Generalnym hm. Ryszard Pacławski. Od 1 grudnia 2009 roku Sekretariat WSPU mieści się w Seulu. 